# Ág
Ág (italiano: Ramo) è un comune dell'Ungheria di 178 abitanti (dati 2009) situato nella contea di Baranya, nella regione Transdanubio Meridionale a 25 km dal capoluogo Pécs.

## Storia
Il comune è menzionato per la prima volta in un documento ufficiale nel 1542 col nome Naaghag in seguito Naghagh ed era un possedimento della famiglia Bodo Farkas. Passa in seguito sotto il dominio dell'Impero ottomano. 

## Società

### Evoluzione demografica
Secondo i dati del censimento 2001 il 97,5% degli abitanti è di etnia ungherese.